# Talang Balai Baru II
Talang Balai Baru II is een bestuurslaag in het regentschap Ogan Ilir van de provincie Zuid-Sumatra, Indonesië. Talang Balai Baru II telt 1830 inwoners (volkstelling 2010).